# Love and Other Planets
Love and Other Planets je druhé sólové studiové album anglického hudebníka Adema Ilhana. Vydáno bylo 24. dubna 2006 společností Domino Records. Většinu alba si nahrál sám Ilhan, který je rovněž producentem a spolu s Kierananem Hebdenem, svým spoluhráčem ze skupiny Fridge, desku také mixoval.

## Seznam skladeb
1. Warning Call – 4:12
2. Something's Going to Come – 3:22
3. X Is for Kisses – 4:54
4. Launch Yourself – 3:36
5. Love and Other Planets – 3:45
6. Crashlander – 3:21
7. Sea of Tranquility – 3:21
8. You and Moon – 3:42
9. Last Transmission from the Lost Mission – 3:08
10. These Lights Are Meaningful – 4:02
11. Spirals – 3:22
12. Human Beings Gather 'Round – 3:49
13. Waves (bonus) – 2:55

## Obsazení
- Adem Ilhan – zpěv, nástroje
- Alex Thomas – bicí
- Emma Smith – housle
- Emma MacFarlane – doprovodné vokály